# عباس علیجانزاده آرانی
حسین علیخانزاده آرانی معروف به عباس علیجانزاده نویسنده، شاعر، زبان‌شناس ایرانی، پژوهشگر زبان و استاد ادبیات فارسی سده اخیر می‌باشد.
وی به زبان باستانی که زبان محلی آران و بیدگل می‌باشد تکلم می‌کند و شعر می‌گوید.

## زندگی
حسین (عباس) علیخانزاده (علیجانزاده) آرانی فرزند مسلم پسر علیجان پسر زین العابدین، در هشتم آبانماه ۱۳۱۷ خورشیدی در خانواده‌ای پرجمعیت که تعداد فرزندانش به ده نفر می‌رسید، در محله دهنو ‏آران و بیدگل زاده شد.

## تحصیلات
وی تحصیلات ابتدایی و سیکل اول متوسطه را در دبستان و دبیرستان ‏نظام وفا و سیکل دوم دبیرستان تا کلاس دوم، در دبیرستان سپهرنیای کاشان (عارف فعلی) نزد دبیرانی چون علی اکبر عارف کاشانی (معروف به شیخ علی اکبر درویش) و حسن خواجوی و علی تشکری آرانی (متخلص به محب) و علی و حسن شریف کاشانی اعضای انجمن صبای کاشان به پایان برد و سپس در سال ۱۳۳۹ برای دریافت دیپلم به تهران رفت.
در دبیرستان دارالفنون نزد استادانی چون عبدالعظیم قریب، دکتر عبدالرحیم نبهی، دکتر علی اکبر بامداد، ‏دکتر معنوی و صدر غروی، آیت الله کمره‌ای و آقای شریفیان موفق به اخذ دیپلم در رشته ادبیات فارسی شد.
در سال ۱۳۴۱ با شرکت در دو کلاس حسابداری و کلاس فنی موفق به اخذ دیپلم حسابداری دوبل و دفترداری عالی و اخذ دیپلم مهندسی رادیوهای لامپی شد. در سال ۱۳۴۲ با مدرک دیپلم به خدمت آموزش و پرورش کاشان وارد شد و در دبستان بونصر شیبانی (نظام وفای سابق) به تدریس اشتغال ورزید. در تابستانهای ۱۳۵۲ تا ۱۳۵۵ به عنوان تحصیل ضمن خدمت در دانشسرای راهنمایی تحصیلی قزوین و شمیران موفق به اخذ مدرک فوق دیپلم در علوم انسانی شد.
علیخانزاده در سال ۱۳۵۷ در دانشکده ادبیات و علوم انسانی دانشگاه تهران پذیرفته شد و زیر نظر استادانی چون دکتر بحرالعلومی، دکتر سید جعفر رشیدی، دکتر مهدی محقق، دکتر جلیل تجلیل، دکتر خسرو فرشیدورد به تحصیل در رشته ادبیات و علوم انسانی پرداخت. 

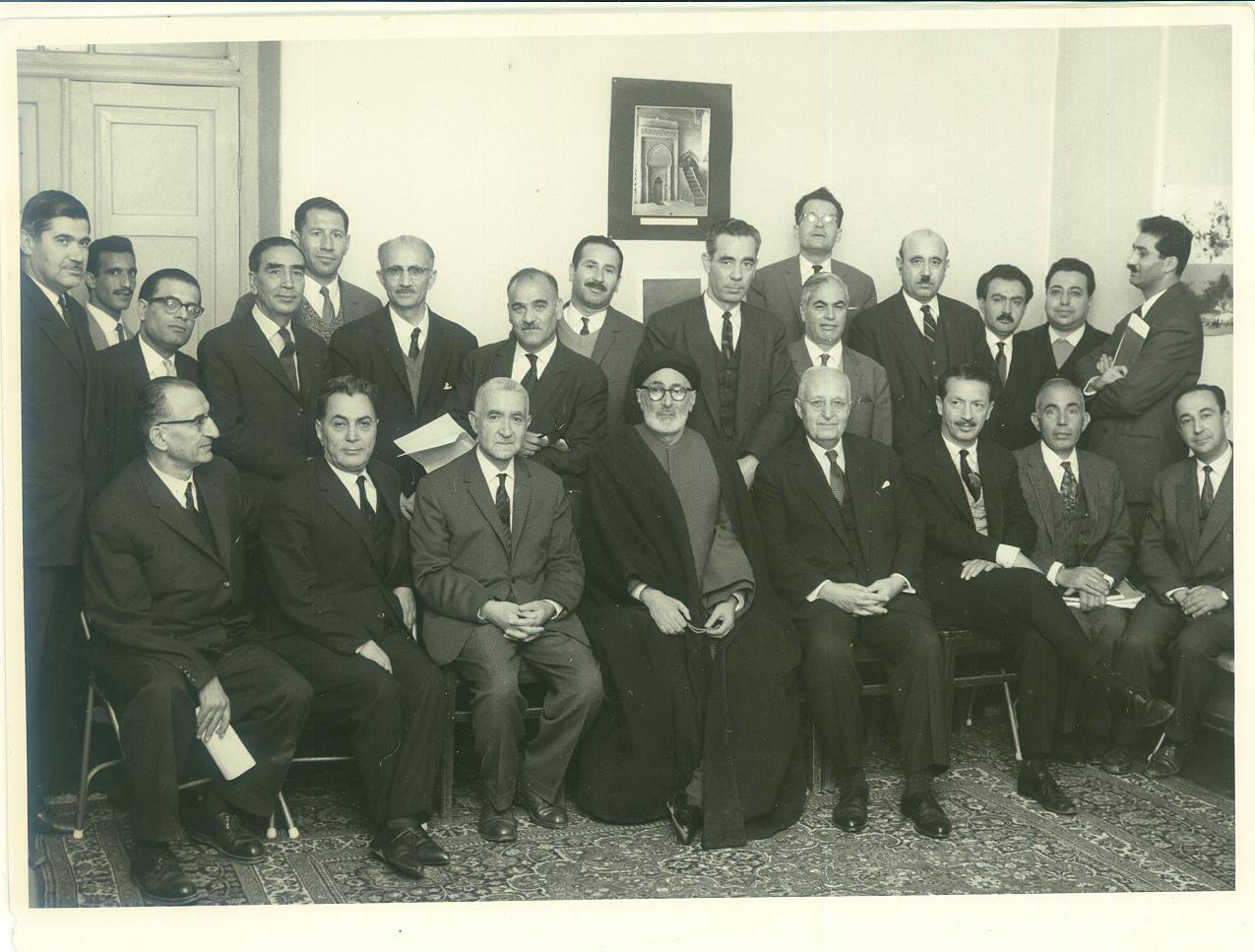
عباس علیجانزاده آرانی در جمع رهبران جبهه ملی ایران نفر دوم از سمت چپ

## تحقیق در زبان‌شناسی
علیخانزاده کار تحقیق در زبان باستانی آران و بیدگل
را هنگام تحصیل در دارالفنون آغاز کرد و در تمام طول سال‌های تحقیق ضمن تدریس و تحصیل ضمن خدمت و مطالعه کتب دستور زبان فارسی ‏و کتب ادبی و دیوانهای شاعران و جمع‌آوری واژگان و اصطلاحات زبان باستانی و ضرب‌المثلها و متل‌های زبان باستانی و سرودن اشعار باستانی و شرکت در جلسات شعر و ادب در آران و بیدگل و تهران، هرگز از کار تحقیق در زبان باستانی غافل نبود.
زبان محلی مردم آران و بیدگل ریشه درزبان پارسی باستان دارد که تنها زبان دارای دو دستور لغت در جهان بوده‌است.
مشکل بودن تکلم به زبان فارسی باستان به دلیل دشواربودن دستوری، سبب شد این زبان نتواند به عنوان تکلم رایج و رسمی ایران مورد استفاده قرار گیرد و زبان کنونی که زبان فارسی دری است جای آن را گرفت.
زبان فارسی امروز دارای یک نوع شناسه فعل است اما در زبان فارسی باستان و زبان محلی آران و بیدگل دو نوع شناسه فعل وجود دارد. به جز کتاب زبان کویر تاکنون کار مدون و علمی دربارهٔ این زبان انجام نشده است و هنوز ناگفته‌های فراوانی در مورد این زبان وجود دارد.
کتاب ”زبان کویر” مجموعه تحقیق جامع وی دربارهٔ زبان محلی آران و بیدگل است.
این کتاب به چهار بخش صرف و نحو، ترانه‌ها و غزلیات، شاهد مثال از دیگران و واژگان تقسیم می‌گردد.
بخش نخست: صرف و نحو
این بخش که قدری پیچیده و گسترده است بخش اصلی و گرامری زبان است و شامل این مطالب است:
1. افعال و انطباقات آن با زبان فارسی
2. افعال عام و ناقص
3. اسم
4. صفت
5. ضمیر
6. قید
7. وندها
8. نحو

بخش دوم: ترانه‌ها و غزلیات
شامل ترانه‌ها و غزلیات محلی است که در ثبت هر بیت شماره گذاری و ذیل هر کلمه آوانگاری شده است…
بخش سوم: شاهد مثال از دیگران
شاهد مثال از دیگران شامل ضرب‌المثلها، اتل متلها و اشعاری از شاعران محلی گوی ارائه گردیده است.
بخش چهارم: واژگان
شامل واژگان اصیل یا دخیلی است که با تغییرات جزئی در این زبان متداول است. در ثبت واژه‌ها گذشته از ذکر نوع و نوشتن معنی، آوانگاری شده تا خوانندگان تلفظ صحیح هر واژه را بشناسند.

### از نگاه دیگران
در خصوص این کتاب ایرج افشار در مجله کلک ایران شناسی می‌نویسد:
«رساله آقای علیجان‌زاده دریچه‌ای است فراخ بر گویش استوار آرانی، ایشان با پژوهش و ژرف‌نگری در مباحث دستوری این گویش (در ۲۲۸ صفحه) توانسته است متخصصان و زبانشناسان را بر پهنا و ژرفا و ظرافتهای گویش آرانی آگاه سازد و به پژوهشی دست زده است که برای دیگر گویشهای مطالعه‌شده در زبان فارسی شاید چنین وقت و حوصله مصروف نشده. ضمناً با ارائه مجموعه‌ای از واژگان آنجا لغت‌شناسان را متوجه می‌کند که در آن گویش واژه‌های «مور» و طاقچه «روجن» (شاید با ارچین و راچینه در یزدی مناسبتی داشته باشد)، دسته جارو «دیل» (باید همان دیل چوب گردو تگ‌کنی در یزدی باشد)، و چادر «چور» است.
بخش سوم این کتاب حاوی غزلیات و ترانه‌هاست و خواننده به همین ملاحظه انتظار دارد که کاش مؤلف ارجمند مجموعه امثال و داستانها و افسانه‌های بومی آنجا را که طبعاً در حکم متون بازمانده گویش است گرد آورده و به دنبال آن بخش به چاپ رسانیده بود.
شادمانی من از انتشار این کتاب بیشتر ازین روست که پژوهشی ارزشمند بر رشته تحقیقات گویشی زبان فارسی افزوده شد و بدین سبب باید هم از مؤلف ارجمند سپاسگزاری کرد که این تألیف را به وجود آورده است و هم از برادر مکرمشان متشکر بود که کار ایشان را به مرحله‌ای رسانیده است که در اقصای عالم ماندگار خواهد ماند.
در پایان این نکته هم گفته شود و زبان ایرادکنندگان بسته شود که مؤلف ارجمند نام کتاب را به تسامح لفظی ولی به سایقه ادبی و مناسب منطقه‌ای و زیبایی معنوی «زبان کویر» گذاشته...»

## آثار
- زبان کویر کتاب اول (تحقیق دربارهٔ زبان آران و بیدگل) جلد اول، سال ۱۳۷۲، شامل چهار بخش (صرف و نحو، شاهد مثال از دیگران، شاهد مثال از مؤلف، واژگان)
- زبان کویر کتاب دوم، شامل سه بخش (صرف افعال، شاهد مثال از دیگران، شاهد مثال از مؤلف)
- فرهنگنامه، (فرهنگ واژگان و اصطلاحات زبان باستانی آران و بیدگل)
- دیوان اشعار، شامل دو بخش (اشعار فارسی، اشعار باستانی)
- خاطرات استاد حاج مسلم علیجانزاده